# Burton-upon-Trent
Burton-upon-Trent este un oraș în comitatul Staffordshire, regiunea West Midlands, Anglia. Orașul se află în districtul East Staffordshire a cărui reședință este. 

## Personalități născute aici
- David Curry (n. 1944), om politic, europarlamentar.